# André (évêque de Saint-Brieuc)
André ou André de Saint-Brieuc  est un ecclésiastique qui fut  évêque de Saint-Brieuc de  1251 à 1255 

## Contexte
L'évêque André d'origine inconnue succède à Philippe peu après le décès de ce dernier bien que nous ne connaissions pas la date de son élection ni de sa consécration. Il mentionné dans plusieurs actes. 
Il apparait en 1251 lors d'un conflit avec l'abbé de Beauport au cours duquel le pape Innocent IV est contraint d'intervenir. Il est mentionné dans une charte du 22 janvier 1252 . En 1254 il est de nouveau présent avec Henri de Goëllo, lors du règlement d'un conflit entre l'abbaye de Beauport un certain Eudes Dollou. En mars de l'année suivante il confirme à la même abbaye la donation faite par Riwallon de Pordic.
En 1255 il s'excuse auprès de l'archevêque de Tours Pierre de Lamballe de ne pas pouvoir assister à la consécration des évêques Alain Ier de Vannes et Hamon de Tréguier. Il meurt a fin de cette même année ou au début de la suivante

## Sources
- (la) Jean-Barthélemy Hauréau, Gallia Christiana, vol. XIV Provincia Turonensi, Paris, Firmin-Didot, 1856, p. 1091-1092Ecclesia Briocensis XVI Andreas I..

- Charles Guimart Histoire des évêques de Saint-Brieuc p. 53-56